# NGC 4244

NGC 4244 na snímku z HST

NGC 4244 (také známá jako Caldwell 26) je spirální galaxie v souhvězdí Honicích psů vzdálená od Země přibližně 14 milionů světelných let. Je součástí skupiny galaxií s názvem Skupina Honicích psů I (Skupina galaxií M94), tedy poměrně blízko k Místní skupině galaxií, ve které leží i Galaxie Mléčná dráha.
Na obloze se nachází v jihozápadní části souhvězdí, 4,5° jihozápadně od pouhým okem viditelné hvězdy Chara (β CVn) s magnitudou 4,3. Směrem k Zemi je natočená hranou, a proto se jeví velmi protažená. Pomocí malého dalekohledu je vidět jako protáhlá elipsa. Asi 1,5° jižně od ní se nachází nepravidelná galaxie NGC 4214 a 2° severozápadně spirální galaxie s příčkou NGC 4151. Ve středu NGC 4244 se nachází velmi hmotná hvězdokupa
a galaxii obklopuje hvězdné halo.
Díky její malé vzdálenosti od Země se v ní pomocí velkých dalekohledů dají rozeznat jednotlivé hvězdy.